# Classe Emanuele Filiberto
Le navi da battaglia della classe Emanuele Filiberto sono state delle unità della Regia Marina che hanno servito nei primi due decenni del XX secolo. La classe era composta da due unità: Emanuele Filiberto e Ammiraglio di Saint Bon.

## Caratteristiche
Le navi costruita su progetto elaborato dal Generale del Genio navale Giacinto Pullino, erano delle unità veloci con un limitato dislocamento ed armamento ed un basso bordo libero che portava le navi a soffrire il mare, specie durante le operazioni con mare grosso.
La propulsione era a vapore costituito da 12 caldaie a combustione mista (carbone e nafta) che alimentavano con il loro vapore due motrici alternative a triplice espansione.
Nel XX secolo questo tipo di caldaia diventò il modello standard per tutte le caldaie di grosse dimensioni, grazie anche all'impiego di acciai speciali in grado di sopportare temperature elevate e allo sviluppo di moderne tecniche di saldatura. L'apparato motore forniva una Potenza di 14000 hp e consentiva di raggiungere la velocità massima di 18 nodi, con un'autonomia che ad una velocità di 10 nodi era di 4000 miglia.
L'armamento principale era costituito da quattro cannoni da 254/40 installati in due torri binate corazzate a prora e a poppa, che costituivano anche l'armamento principale degli incrociatori classe Garibaldi.
L'armamento secondario principale era costituito da otto cannoni da 152/40 in batteria e otto cannoni da 120/40 scudati, sistemati in coperta ed era completato da otto cannoni da 76/40, da otto cannoni da 47/40 e due mitragliere.
L'armamento silurante era di quattro tubi lanciasiluri.

## Servizio
Le due unità vennero costruite a Castellammare di Stabia l'Emanuele Filiberto e all'Arsenale di Venezia l'Ammiraglio di Saint Bon. La prima venne impostata sugli scali nel nave venne impostata sugli scali nel 1893, la seconda nel 1894; le due unità, varate nel 1897 sono entrate in servizio nel 1901.
Nel 1911-12 le due navi presero parte alla guerra italo-turca nella I Divisione Corazzate, impiegata nelle acque della Libia.
Le navi progettate per restare in servizio attivo sino al 1913-14, a causa dello scoppio della prima guerra mondiale rimasero ancora in servizio e durante la grande guerra erano dislocate a Venezia.
Al termine del conflitto le due unità nel 1920 vennero radiate e demolite.
Immagini delle unità della classe
| L'Ammiraglio di Saint Bon alla fonda | L'Emanuele Filiberto con il gran pavese |